# Trois nuits par semaine
Trois nuits par semaine (internationaler Titel: Three Nights A Week, dt.: „Drei Nächte pro Woche“) ist ein französischer Spielfilm von Florent Gouëlou aus dem Jahr 2022. Die romantische Komödie ist in der Pariser Dragszene angesiedelt. Die Hauptrollen übernahmen Pablo Pauly sowie Romain Eck, der als Dragqueen „Cookie Kunty“ bekannt ist.
Der Film wurde am 1. September 2022 im Rahmen der Internationalen Filmfestspiele von Venedig uraufgeführt.

## Handlung
Baptiste lebt in einer Beziehung mit Samia. Als der 29-jährige zum ersten Mal die Begegnung mit „Cookie Kunty“ macht, zieht ihn die junge Dragqueen in ihren Bann. Anfänglich plant Baptiste ein Fotoprojekt rund um die Pariser Dragszene und „Cookie“, die bürgerlich Quentin heißt. Als er in die Welt von glamouröser, divenhafter Weiblichkeit eintaucht, verliebt sich Baptiste in Quentin und beginnt eine Beziehung mit ihm.

## Entstehungsgeschichte

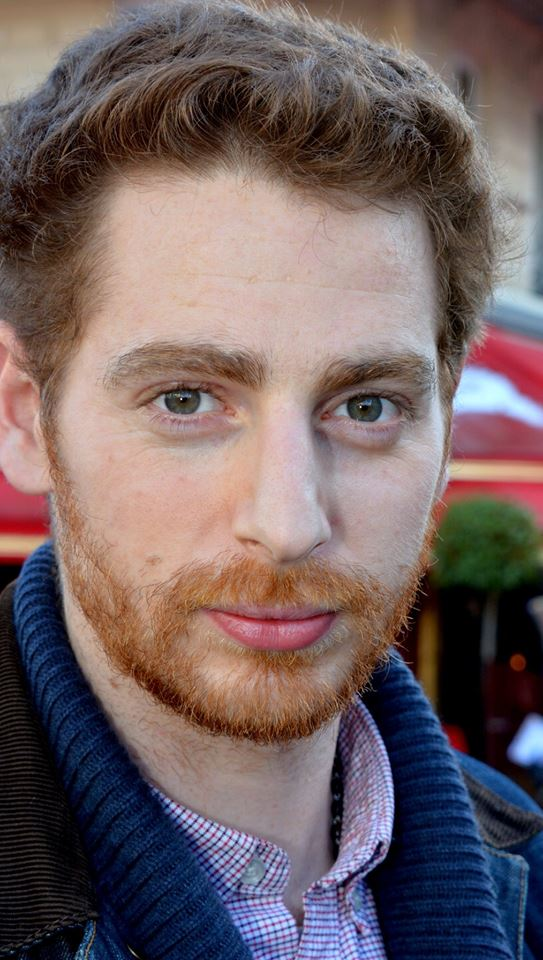
Pablo Pauly übernahm die Hauptrolle des Baptiste

Trois nuits par semaine ist das Spielfilmdebüt des preisgekrönten französischen Kurzfilmregisseurs Florent Gouëlou (alternative Schreibweise: „Gouelou“). Dieser tritt in Paris ebenfalls als Dragqueen unter dem Künstlernamen „Javel Habibi“ in Erscheinung. Bereits in seinen früheren Werken hatte er sich mit dem Thema Drag auseinandergesetzt und Romain Eck alias „Cookie Kunty“ mit Hauptrollen bedacht. Dazu zählte auch der elfminütige Kurzfilm Premier amour (2020), der die Handlung seines ersten Spielfilms vorwegnimmt. In diesem hatte an der Seite von Eck noch Schauspieler Andrea Romano den Part des Baptistes übernommen. Für Trois nuits par semaine verpflichtete er dagegen den durch zahlreiche Filmkomödien bekannten französischen Darsteller Pablo Pauly. Er agierte das erste Mal unter Gouëlous Regie, der den Film als „Liebes- und Abenteuerfilm“ anlegte. Er wollte „über den Nervenkitzel auf der Bühne und die Solidarität zwischen [Drag-]Queens schreiben, aber auch über das Gefühl der Liebe: den Anfang und das Ende der Liebe. Wie ein Treffen den Lauf eines Lebens verändern kann“, so Gouëlou.
Produziert wurde der Film von der französischen Gesellschaft Yukunkun, die auch hinter den vorherigen Kurzfilmarbeiten von Gouëlou stand. Die Produktionskosten werden mit zwei Millionen Euro angegeben.

## Veröffentlichung
Die Premiere von Trois nuits par semaine erfolgte am 1. September 2022 beim Filmfestival von Venedig. Gouëlous Regiearbeit wurde dort als Eröffnungsfilm der unabhängigen Filmreihe Settimana Internazionale della Critica (Venice International Critics’ Week) ausgewählt. Das Werk wurde in der dortigen Sektion außer Konkurrenz gezeigt.
Ein regulärer Kinostart in Frankreich ist für den 9. November 2022 im Verleih von Pyramide Films vorgesehen.

## Auszeichnungen
Im Rahmen seiner Präsentation beim Filmfestival von Venedig erhielt Trois nuits par semaine eine Nominierung für den Queer Lion.
Noch in der Vorproduktion gewann das Skript zum Film 2020 den Prix à la Création der Fondation Gan.